# Kuhlhasseltia
Genre
Synonymes
Vexillabium F.Maek.
Kuhlhasseltia est un genre de plantes à fleurs de la famille des Orchidaceae (les orchidées) et appartenant à la sous-famille des Orchidoideae. Il est originaire de Chine, d’Asie du Sud-Est et de Nouvelle-Guinée,.

## Espèces
- Kuhlhasseltia gilesii Ormerod, Lindleyana 17: 207 (2002).
- Kuhlhasseltia javanica J.J.Sm., Icon. Bogor.: t. 301 (1910).
- Kuhlhasseltia muricata (J.J.Sm.) J.J.Sm., Icon. Bogor.: t. 301 (1910).
- Kuhlhasseltia nakaiana (F.Maek.) Ormerod, Lindleyana 17: 209 (2002).
- Kuhlhasseltia papuana J.J.Sm., Nova Guinea 12: 9 (1913).
- Kuhlhasseltia rajana J.J.Sm., Mitt. Inst. Allg. Bot. Hamburg 7: 26 (1927).
- Kuhlhasseltia sibelae Ormerod, Lindleyana 17: 209 (2002).
- Kuhlhasseltia whiteheadii (Rendle) Ames, Orchidaceae 5: 32 (1915).
- Kuhlhasseltia yakushimensis (Yamam.) Ormerod, Lindleyana 17: 209 (2003).